# حادث قطار على جسر الحزام العظيم الدنمارك 2019
في 2 يناير 2019 وقعَ حادث قطار على جسر الحزام الكبير الذي يربط جزيرتي زيلاند وفونين وسط الدنمارك. وأكدت الشرطة الدنماركية سقوط ستة قتلى و18 جريحا جراء هذا الحادث.
وأفادت وسائل الإعلام الدنماركية بأن الحادث المأساوي وقع على الجسر الرابط بين جزيرتي زيلاند وفين الكبيرتين في بحر البلطيق في الساعة 08.00 تقريبا بالتوقيت المحلي، حيث ضربت قطعة من حمولة قطار شحن عربة في قطار ركاب كان يسير في اتجاه معاكس، مما أدى إلى توقف قطار الركاب بصورة مفاجئة.